# Krzaczki (Kruszyna)
Krzaczki – część wsi Kruszyna w Polsce, położona w województwie śląskim, w powiecie częstochowskim, w gminie Kruszyna. 
W latach 1975–1998 Krzaczki administracyjnie należały do województwa częstochowskiego.